# Hrastje - Mota
Hrastje - Mota je naselje v Občini Radenci. Naselje je del Krajevne skupnosti Radenci.
Hrastje se prvič omenja v otokarskem deželnoknežjem urbarju 1265–67, ko je štelo 30 kmetij in imelo strelski dvorec. Mota je nastala kasneje; ime nosi po mitnici, ki je bila v bližini nekdanjega broda čez Muro. 
Prvotno ločeni naselji Hrastje in Mota sta se začeli skupno imenovati leta 1890, ko je stekla železnica Ljutomer–Gornja Radgona in je nastala ob njej železniška postaja Hrastje - Mota, za katero sta prispevala denar oba kraja. Pred drugo svetovno vojno je kraj slovel po konjereji in veliki proizvodnji žita. 
V Hrastju se je rodil narodni buditelj, zdravnik, politik in ustanovitelj ter prvi urednik časopisa Slovenski gospodar Matija Prelog, ter prvi slovenski kardinal in nadškof Jakob Missia.